# Seham Sergiwa
Seham Sergiwa, (1963) (en árabe: سهام سرقيوة‎ ) (en  :  Sahām Sarqīwa ;  también transcrito en Siham, Sirqiwa, Sergewa, Sirghua )  es una psicóloga y diputada libia miembro del parlamento libio en 2014 y una de las activistas más relevantes, militante en favor de la democracia y los derechos de las mujeres. Ha trabajado especialmente en la documentación de la utilización de la violación como arma de guerra por Libia en 2011. Fue secuestrada el 17 de julio de 2019 por una milicia del Ejército Nacional Libio fiel a Khalifa Haftar. Desde entonces continúa desaparecida.  

## Formación e investigación
Sahām Sarqīwa obtuvo un doctorado en psicología clínica en 1998 en el King's College de Londres con una tesis sobre infancia e hiperactividad. Vivió en Londres hasta el final de los años 2000, trabajando como psicóloga e investigadora en el Guy's Hospital,.
Regresó a Libia algunos años antes la Primavera Árabe y fue una de las primeras manifestantes en las calles que protestaron contra el ejecutivo de Muammar al-Gaddafi. En 2011, investigó la utilización de la violación como arma de guerra  durante la guerra civil de Libia de 2011. Documentó 300 violaciones durante la guerra estimando que en total unas 6 000 mujeres fueron violadas. Declaró que cinco de las mujeres guardaespaldas personales de Muammar al-Gaddafi fueron violadas y abusadas sexualmente por éste y después entregadas a altos funcionarios como "juguetes sexuales ". Descubrió que los soldados pro-gubernamentales recibían Viagra y preservativos con el fin de animarlos a cometer las violaciones. Para sus encuestas, Seham Sergiwa viajó a los campos de refugiados en la frontera con Túnez y Egipto, distribuyó cuestionarios a las refugiadas y recibió 50 000 respuestas en retorno. Todas las acusaciones de violación fueron atribuidas a los soldados gubernamentales. La documentación de Seham Sergiwa fue transmitida a la Corte Penal Internacional de Libia.

## Diputada
Seham Sergiwa fue elegida con 5 883 votos, tercera de las mujeres candidatas en Benghazi, logrando más votos que el hombre el plus popular, durante las elecciones legislativas libias de 2014. Está considerada como la una de las personalidades políticas libanesas más eminentes que luchan por la democracia y la igualdad de los derechos.

## Secuestro
El 16 de julio, un día antes de su secuestro, Seham Sergiwa condenó en Al Hadath TV, un canal favorable a Khalifa Haftar, la ofensiva militar en abril que ordenó sobre Trípoli. Reclamó un gobierno de unidad.
La casa de Seham Sergiwa fue asaltada a las 2 de la madrugada del 17 de julio de 2019 por un grupo de 25 a 30 hombres enmascarados en uniforme de la 106 brigada del Ejército Nacional Libio, conocida bajo el nombre de Awlia Aldem, en árabe: أوليء الدم‎ , dirigida por Khaled, hijo de Khalifa Haftar .  Se cortó la electricidad en la región y los vehículos del ejército se desplegaron para impedir que todo miembro de la familia escapase o que la policía de Benghazi interviniera. El marido de Seham Sergiwa recibió un disparo en la pierna y golpearon a uno de sus hijos de 16 años antes de llevársela. Ambos fueron hospitalizados y no fueron autorizados a recibir la visita de miembros de su familia con vigilancia en el hospital. Las fuerzas de seguridad dejaron sobre los muros de la casa una inscripción amenazante: « El ejército es una línea roja ».
El 3 de agosto de 2019, Noman Benotman, de la Fundación Quilliam, afirma que Seham Sergiwa fue asesinada el mismo día de su secuestro por la brigada Awliaa al-Dam fiel al Ejército nacional libyenne.

### Reacciones
El Cuarto de los representantes libyenne publica una declaración que acusa Haftar de ser "jurídica y moralmente" responsable de la detención y de haber puesto su vida en peligro. La Misión de apoyo de Naciones Unidas en Libia (MANUL) declara el 18 de julio que « las desapariciones forzosas, los arrestos ilegales y los raptos fundados sobre opiniones políticas o de las afiliaciones se están atentando gravemente contra el Estado de derecho y las violaciones flagrantes del derecho internacional humanitario y de los derechos humanos» y que no se tolerará «callar la voz de las mujeres en puestos de decisión» .
Numerosas misiones diplomáticas europeas en Libia (Austria, Bélgica, Bulgaria, Finlandia, Francia, Alemania, Italia, Países Bajos, Portugal, España, Suecia y Reino Unido), las Naciones Unidas, Amnesty Internacional, Human Rights Watch, la Organización árabe para los derechos humanos en Gran Bretaña, responsables libios y militantes de los derechos locales piden la liberación de la diputada.
La Unión Interparlamentaria, que reagrupa 179 parlamentos, para la promoción de la paz y de la democracia, adopta una declaración en mayo de 2020, pidiendo a las autoridades libias «intensificar los esfuerzos para localizar a Sergiwa in tardar, dado que se trata una cuestión de vida o muerte; pide a la Cámara de representantes (...) seguir la investigación de manera más enérgica y exigir a las autoridades gubernamentales respuestas claras sobre el estado de avance ello y sobre la probable identidad de los autores»  .
El 7 de agosto, la MANUL se declara «muy preocupado por la seguridad de Sergewa»  y subraya que las autoridades competentes son responsables de la seguridad de las personas ubicadas bajo su control territorial, incluido en este caso de desaparición forzosa prolongada. Añade que  acallar la voz de las mujeres a las plazas de decisión [no sería]  tolerado y [ reitera] su en firme compromiso a sostener el rol crucial que juegan las mujeres libias en el restablecimiento y la consolidación de la paz y su plena participación e implicación en la vida política del país y tomada de decisión . El 4 de septiembre, Ghassan Salamé, jefe de la MANUL, llama nuevamente a las autoridades del Este a investigar sobre la desaparición de Seham Sergiwa y a publicar los resultados. Declara que de numerosos gobiernos internacionales han aportado  un apoyo continuo y fuerte ... exigiendo el regreso rápido de Sra Sergiwa .  El 17 de octubre de 2019, la MANUL pide nuevamente a las autoridades controladas por Haftar localizar Seham Sergiwa o su cuerpo y a castigar legalmente a los responsables del secuestro.
Según Amnesty Internacional, se han producido numerosos raptos de opositores y opositoras por parte del Ejército Nacional Libio de la mayor parte del Este de Libia en 2014. Algunos están apresados de manera arbitraria y en otros casos no existe ninguna información de su suerte.